# Endoxyla nebulosa
Endoxyla nebulosa là một loài bướm đêm thuộc họ Cossidae. Loài này được tìm thấy tại bang New South Wales, Úc.